# Il codice di Perelà
Il codice di Perelà è un romanzo futurista di Aldo Palazzeschi. Scritto negli anni 1908-1910 e pubblicato in prima edizione nel 1911 dalle Edizioni futuriste della rivista Poesia, il libro è stato ripubblicato più volte con alcune variazioni:
- nel 1920 dall'editore Vallecchi di Firenze
- nel 1943 sempre da Vallecchi, con variazioni sostanziali, all'interno della raccolta Romanzi straordinari 1907-1914
- nel 1954 con il nuovo titolo L'uomo di fumo da Vallecchi
- nel 1958 con il titolo originale presso Mondadori all'interno del volume Opere giovanili
- nel 1973 sempre per Mondadori, con introduzione di L. De Maria.

Lo stile è sorprendente, soprattutto considerato l'anno di pubblicazione; è estremamente esplicito e complicato al tempo stesso. Il libro si presenta come un'opera teatrale, dove il protagonista, Perelà, passa attraverso gli eventi manifestando pochissime reazioni, il cui valore viene implicitamente rimandato, attraverso i dialoghi dei co-protagonisti, al giudizio del lettore. Il codice è un testo che si presta a molteplici interpretazioni.

## Trama
La vicenda di questa favola allegorica o antiromanzo è molto semplice. Perelà arriva nella città che fa da sfondo alla vicenda ripetendo fra sé le parole: 
I primi che lo incontrano sono una vecchia e i soldati del re che si accorgono subito che il personaggio è un essere strano, un piccolo uomo fatto solamente di fumo che alle loro domande risponde: "io sono leggero... un uomo leggero... tanto leggero". La sua storia si conosce dai brevi dialoghi con le persone che incontra sul suo cammino.
Perelà è vissuto per trentatré anni nella cappa del camino di una villa, vicino al quale stavano sedute tre vecchie, Pena, Rete e Lama, che tenevano alimentato il fuoco e parlavano tra di loro. Perelà era stato formato ed educato dai loro lunghi discorsi e quando, d'un tratto, il chiacchierio delle tre donne era cessato, aveva atteso tre giorni e poi era sceso dal camino. Davanti al camino aveva trovato un paio di stivali che aveva indossato e poi si era messo in cammino verso la città. Giunto così in città attira la curiosità di tutti per il suo modo ondeggiante di camminare, per la materia impalpabile di cui è fatto, per la semplicità e il candore con cui parla.
Quando giunge al palazzo del re viene degnamente ospitato e ha occasione di ricevere una lunga schiera di persone autorevoli che vengono ad esporgli i loro progetti e i loro pensieri. Perelà risponde a tutti con brevi monosillabi e lunghi silenzi, prende il tè con le più importanti dame della città e ascolta le confidenze di amori, passioni, invidie e gelosie. Fra queste dame c'è Oliva di Bellonda che è convinta di aver trovato in Perelà l'anima gemella che aveva tanto e inutilmente cercato. Perelà rimane comunque un mistero e intorno a lui si iniziano a fare mille ipotesi e insinuazioni, ad esprimere le più strane opinioni.
Un giorno Perelà incontra la regina e rimane con lei a lungo. Nel corso dell'incontro un pappagallo, appartenente alla regina, ripete continuamente la parola "Dio". Nel frattempo il re, che sembra stimare molto Perelà, gli affida il compito di compilare il nuovo codice del paese e dà ordini che venga organizzato un grande ballo di corte in onore di Perelà. Per preparare il codice Perelà si reca a visitare suor Marianna Fonte, peccatrice pentita e suor Colomba Messerino, vergine pura. Si reca inoltre al camposanto, al Prato dell'amore, al carcere nel quale è tenuto prigioniero l'ex re Iba, al manicomio di Villa Rosa, dove ha modo di conoscere il principe Zarlino, pazzo volontario. Ovunque Perelà rimane attento e disponibile ascoltatore ma sempre silenzioso.
Ad un tratto la posizione favorevole alla corte di Perelà si ribalta, perché il domestico Alloro, impazzito e voglioso di imitare Perelà, si dà fuoco per diventare anche lui fumo. Perelà viene accusato di questa morte e tutta la folla lo insulta. Il re dà ordini che venga processato e condannato ad essere rinchiuso in una minuscola cella in cima al monte Calleio. Durante il processo, tutti i personaggi da Perelà incontrati, che avevano dimostrato immediatamente simpatia e ammirazione, lo accusano senza pietà, chi mosso da invidia o chi semplicemente perché lo fanno gli altri.
Oliva di Bellonda, dopo molte implorazioni, ottiene dal re che sia consentito a Perelà di avere, nella sua cella, un caminetto e un pertugio dal quale ricevere legna da ardere. Questa si dimostrerà la salvezza di Perelà il quale, dopo aver attraversato per l'ultima volta la città tra gli sputi e gli insulti della folla, appena rinchiuso nella cella, si toglie gli stivali e, attraverso il camino, scompare nel cielo sotto forma di una nuvola di fumo, mentre Oliva di Bellonda muore di crepacuore per aver perso l'anima gemella trovata da così poco.

## Giudizi della critica

### Luigi Baldacci
Il primo a sostenere, in un articolo pubblicato nel 1956 sulla rivista Belfagor e in seguito raccolto nel volume Letteratura e verità edito a Milano-Napoli da Ricciardi nel 1963, che Il codice di Perelà era senza dubbio il libro meglio riuscito ed importante di Aldo Palazzeschi, è stato Luigi Baldacci.
Con questo giudizio il critico ribaltava i giudizi finora espressi e spostava l'attenzione dai libri più maturi dello scrittore, come il romanzo Sorelle Materassi, precedentemente ritenuto il migliore all'interno della sua produzione, a questa prima opera di carattere futurista.

### Luciano De Maria
Nella sua Introduzione alla ristampa da parte di Mondadori del libro nel 1973, raccolta in seguito in Palazzeschi e l'avanguardia, Milano, all'insegna del Pesce d'oro, 1976, il critico Luciano De Maria comparava la storia di Perelà a quella di Cristo trovando così molti punti in comune: trentatré anni per l'uno e per l'altro; l'arrivo improvviso nel mondo, senza intervento paterno; l'ascesa fra la gente che termina in un processo e una condanna; la riflessione sulla collina fuori città simile all'orto degli Ulivi, il monte Calleio che richiama il monte Calvario, l'ascesa al cielo e il messaggio lasciato agli uomini: Il codice di Perelà.

### Marco Forti
In Romanzi straordinari, in AA.VV., Palazzeschi oggi. Atti del convegno Firenze 6-8 novembre 1976, a cura di Lanfranco Caretti, edito dal Saggiatore a Milano nel 1978, Marco Forti ha utilizzato strumenti interpretativi sui vari tipi di scrittura che vengono utilizzati nel romanzo. Egli ha messo in evidenza soprattutto l'uso continuo del dialogo, l'uso del monologo, l'uso dei parlati teatrali, i racconti all'interno del racconto, lo stile che anticipa soluzioni surrealistiche, il gusto particolare del fantastico e un forte realismo magico.

### Alberto Asor Rosa ed Edoardo Sanguineti
In Palazzeschi oggi, Alberto Asor Rosa ed Edoardo Sanguineti fanno considerazioni sostenendo che Perelà non è altro se non l'espressione di quella utopia che si è venuta a creare dalla divaricazione tra letteratura e ideologia provocata dalla guerra.

### Fausto Curi
Fausto Curi, sempre in Palazzeschi oggi, ritiene che nell'opera analizzata vi siano suggestioni dovute a Friedrich Nietzsche e alla figura del principe Myskin di Dostoevskij ma soprattutto sostiene che al libro è necessario dare un'interpretazione psicoanalitica e paragona Perelà alle fantasie dell'inconscio.

### Piero Pieri
Piero Pieri nel suo testo critico, L'uomo di fumo, in Ritratto del saltimbanco da giovane. Palazzeschi 1905-1914 pubblicato a Bologna da Patron nel 1980, approfondisce la ricerca dei significati e analizza i collegamenti letterari con l'espressionismo e il futurismo.
Nel saggio critico più recente, Il codice di Perelà di Palazzeschi. L'altro del fumo, l'oltre dell'uomo, Pieri, si avventura in un'analisi molto più approfondita del libro di Palazzeschi nel quale vede una parabola nichilista.

### Guido Guglielmi
Guido Guglielmi, in Capricci e maschere, in L'udienza del poeta. Saggi su Palazzeschi e il futurismo, Torino, Einaudi, 1979, nel condurre un'accurata analisi testuale dell'opera, collega gli elementi del testo con le diverse interpretazioni simboliche e sociologiche.

### Anthony Julian Tamburri
Anthony Julian Tamburri, in “Il codice di Perelà: svelamento del codice”, in Una semiotica della ri-lettura: Guido Gozzano, Aldo Palazzeschi, e Italo Calvino, Franco Cesati Editore, 2003, dimostra tramite una lettura retrospettiva che il romanzo futurista del Palazzeschi è in effetti una specie di manifesto ante quem della filosofia controdoloriana che apparirà tre anni dopo nei suoi manifesti lacerbiani.

### Francesco Grisi
Secondo Francesco Grisi la novità di Perelà consiste "nell'essere libero da ogni movimento e di avere ricomposto in una poesia della libertà, oltre il corpo, il segreto del reale".